# David Hunt
David Hunt (Belmont; 20 de mayo de 1960-Longbridge Deverill; 11 de octubre de 2015) fue un piloto de automovilismo británico. Era el hermano menor del también piloto y campeón de Fórmula 1 en 1976, James Hunt (1947-1993).

## Carrera
Hunt comenzó a correr a los 15 años y ascendió a la Fórmula Ford en 1981. Compitió en la Fórmula 3 Británica durante cinco temporadas, de 1983 a 1987, teniendo de rivales a pilotos como Ayrton Senna, Martin Donnelly, Martin Brundle y Damon Hill.
El principal patrocinador de Hunt en la F3 Británica fue Acorn Computers y, como parte de su acuerdo de patrocinio, se desempeñó como consultor del diseñador de videojuegos Geoff Crammond durante el desarrollo del Revs. Este fue uno de los primeros juegos de carreras diseñado para ser muy realista y ayudó a generar el género de carreras de simulación. El juego se basó en el campeonato británico y, además de brindar comentarios técnicos a Crammond, Hunt contribuyó ampliamente al manual del juego. Aconsejó al jugador sobre la teoría de las carreras y la configuración del automóvil, y brindó guías esquina por curva sobre cómo recorrer los circuitos del juego conduciendo el Ralt RT3.
Hunt corrió en la Fórmula 3000 Internacional en 1988 y ese mismo año realizó pruebas con el equipo Benetton de Fórmula 1. Se retiró del automovilismo posteriormente.
A finales de 1994 vendió su negocio de marketing multinivel, vendiendo filtros de agua, y compró el equipo Lotus en quiebra para intentar salvarlo, pero no tuvo éxito. Continuó trabajando para que Lotus volviera a los niveles más altos del deporte de motor hasta 2009, cuando vendió los derechos del nombre Lotus al equipo Litespeed F3. Litespeed solicitó competir en la temporada 2010 de Fórmula 1, pero se le negó la entrada. Sin embargo, BMW Sauber anunció más tarde que se retiraría de la categoría al finalizar la temporada 2009 y se reabrió el proceso de selección. Un equipo dirigido por 1Malaysia y respaldado por el gobierno de Malasia recibió entrada para 2010, utilizando el nombre Lotus Racing bajo licencia de Lotus Cars. En el verano de 2010, 1Malaysia compró Team Lotus Ventures Ltd. a Hunt y utilizó el nombre Team Lotus en 2011.

## Fallecimiento
Hunt murió mientras dormía la noche del domingo 11 de octubre de 2015, a la edad de 55 años.

## Resultados

### Fórmula 3000 Internacional
(Clave) (negrita indica pole position) (cursiva indica vuelta rápida)

| Año     | Escudería     | 1       | 2       | 3       | 4      | 5       | 6   | 7     | 8       | 9      | 10      | 11      | Pos. | Puntos |
| ------- | ------------- | ------- | ------- | ------- | ------ | ------- | --- | ----- | ------- | ------ | ------- | ------- | ---- | ------ |
| 1988    | Cowman Racing | JER DNQ | VAL DNQ | PAU DNQ | SIL 17 | MNZ DNQ | PER | BRH 7 | BIR Ret | BUG 14 | ZOL Ret | DIJ Ret | 24.º | 0      |
| Fuente: |               |         |         |         |        |         |     |       |         |        |         |         |      |        |